# Rajiformes
Rajiformes é uma das quatro ordens da infraclasse Batoidea, peixes cartilagíneos achatados relacionados com os tubarões. Os rajiformes distinguem-se pela presença de barbatanas peitorais muito alargadas, que se estendem até aos lados da cabeça, com um corpo geralmente achatado. O movimento ondulatório da barbatana peitoral característico deste taxon é conhecido como locomoção rajiforme. Os olhos e espiráculos estão localizados na superfície dorsal da cabeça e as fendas branquiais estão no lado ventral do corpo. A maioria das espécies é vivípara, embora algumas ponham ovos encerrados em cápsulas coriáceas com filamentos longos nos cantos ("bolsas de sereia").

## Características
Os Rajiformes normalmente têm um corpo achatado dorsoventralmente. O focinho é delgado e pontiagudo e a boca larga, muitas vezes coberta por uma aba nasal carnuda, fica na parte inferior da cabeça. Os olhos e espiráculos bem desenvolvidos estão localizados no topo da cabeça. Na maioria das espécies, os espiráculos são grandes e são o principal meio de captação de água para a respiração. Não possuem membrana nictitante e a córnea é contínua, com a pele envolvendo os olhos. As fendas branquiais estão na zona ventral, logo atrás da cabeça. As poucas vértebras anteriores são fundidas como cartilagem sinarcual cérvico-torácica, e esta articula-se com os ossos da cintura peitoral ou funde-se a eles, com as supraescápulas unindo-se acima da coluna vertebral. A maioria das espécies tem dentículos dérmicos de maiores dimensões, semelhantes a espinhos, geralmente com uma fileira de dentículos grandes ao longo da coluna vertebral.
As barbatanas peitorais são grandes, mas não claramente demarcadas do corpo, e juntamente com este denominam-se disco. Começam na lateral da cabeça em frente às fendas branquiais e terminam no pedúnculo caudal. Existem até duas barbatanas dorsais, mas nenhuma barbatana anal. Uma cauda delgada é claramente demarcada do disco. A barbatana caudal varia em tamanho entre as espécies e os ratões têm cauda em forma de chicote sem barbatana caudal.

## Distribuição
Espécies da ordem Rajiformes são encontradas em todos os oceanos do mundo, do Oceano Ártico ao Oceano Antártico, e desde plataformas costeiras pouco profundas até mares abertos e regiões abissais. Algumas habitam em rios e outras em estuários, mas a maioria é marinha, vivendo perto do fundo a profundidades de 3000 metros ou mais.

## Diversidade

### Famílias
Quatro famílias existentes e cinco extintas de Rajiformes foram descritas:
- Anacanthobatidae
- Arhynchobatidae
- Gurgesiellidae
- Rajidae
- † Sclerorhynchoidei
  - † Ischyrhizidae
  - † Sclerorhynchidae
  - † Onchopristidae
  - † Ptychotrygonidae
  - † Schizorhizidae

Anteriormente, alguns Rhinopristiformes também estavam incluídos.
Os Anacanthobatidae incluem um único género, Anacanthobatis, com cerca de 10 espécies. São pequenos peixes que vivem no talude continental de águas tropicais e subtropicais e são nativos de Natal, África do Sul, África Ocidental tropical e Taiwan. As espécies desta família têm um filamento que se estende a partir de uma protuberância arredondada no focinho. Ambas as superfícies dorsal e ventral são lisas e não possuem dentículos dérmicos. A cauda é delgada e um pouco mais curta que o corpo. Não há barbatanas dorsais e a barbatana caudal é pequena e membranosa.

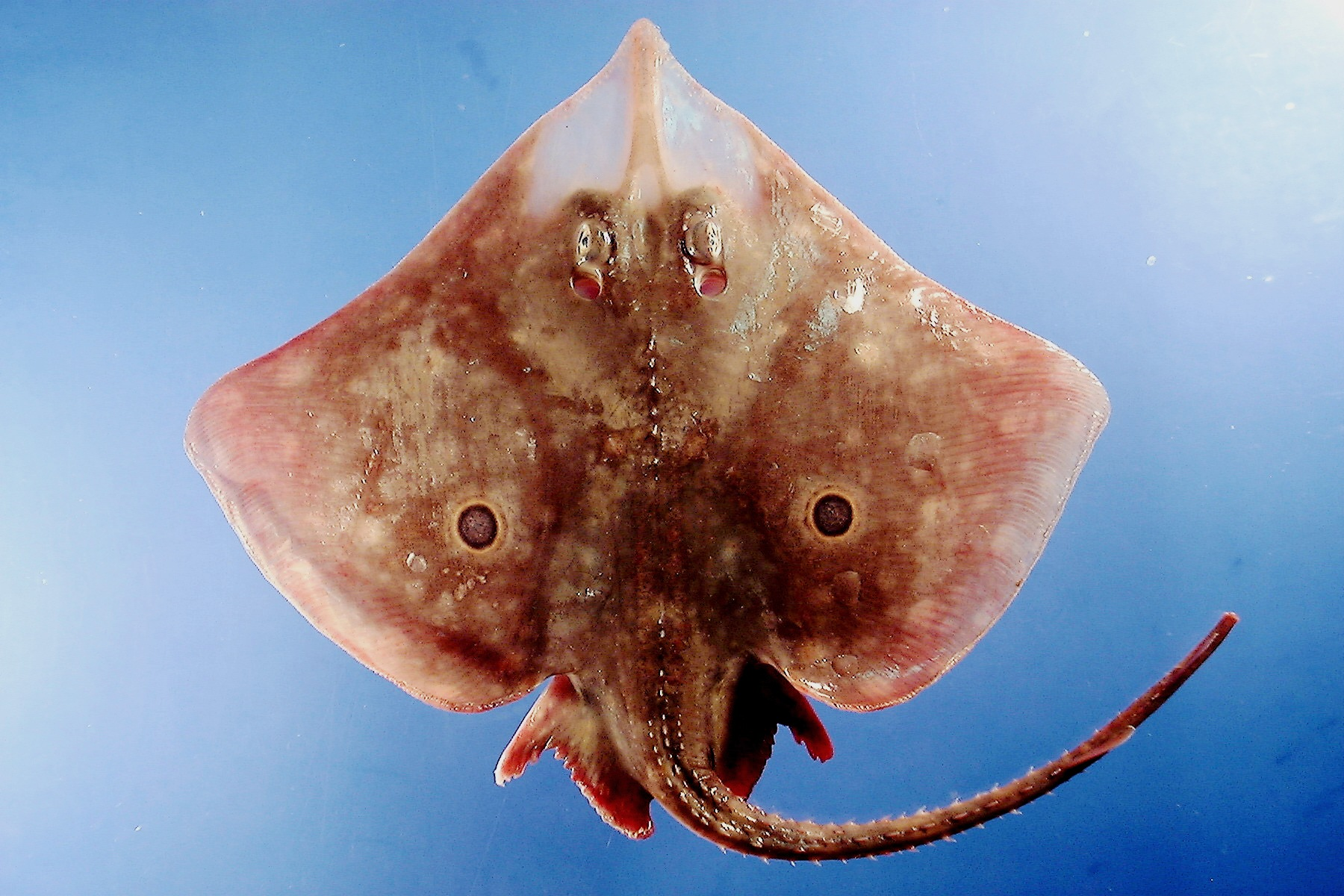
Raja texana

A família Rajidae contém 14 géneros e cerca de 200 espécies. Distribui-se por todo o mundo, mas é relativamente incomum perto de recifes de coral e em mares tropicais pouco profundos. Algumas espécies ocorrem em água salobra. O formato do disco é romboidal e a cauda longa. Possuem duas barbatanas dorsais e a barbatana caudal é muito reduzida. As barbatanas pélvicas possuem dois lóbulos. A maioria das espécies tem pele áspera com dentículos dérmicos que são especialmente evidentes ao longo da coluna vertebral. Os ovos são cápsulas rígidas coriáceas com filamentos alongados nos quatro cantos.
As extintas famílias Sclerorhynchidae e Ptychotrygonidae tinham rostros longos e serrilhados muito semelhantes aos dos tubarões-serra e peixes-serra existentes, e sua relação com eles tem sido debatida. Um estudo de 2004 descobriu que os tubarões-serra são, na verdade, os mais basais dos batóides, com a ordem Sclerorhynchiformes contendo Sclerorhynchidae e Ischyrhizidae e formando um grupo irmão do peixe-serra e de todas as outras raias, com o clado contendo tubarões-serra e raias sendo denominado Pristiorajea. No entanto, estudos posteriores afirmaram que os tubarões-serra são verdadeiros tubarões e membros do Selachimorpha. Mais tarde, estudos descobriram que os Sclerorhynchiformes formavam um grupo irmão de Rajidae e, assim, o reclassificaram na subordem Sclerorhynchoidei da ordem Rajiformes.

## Biologia

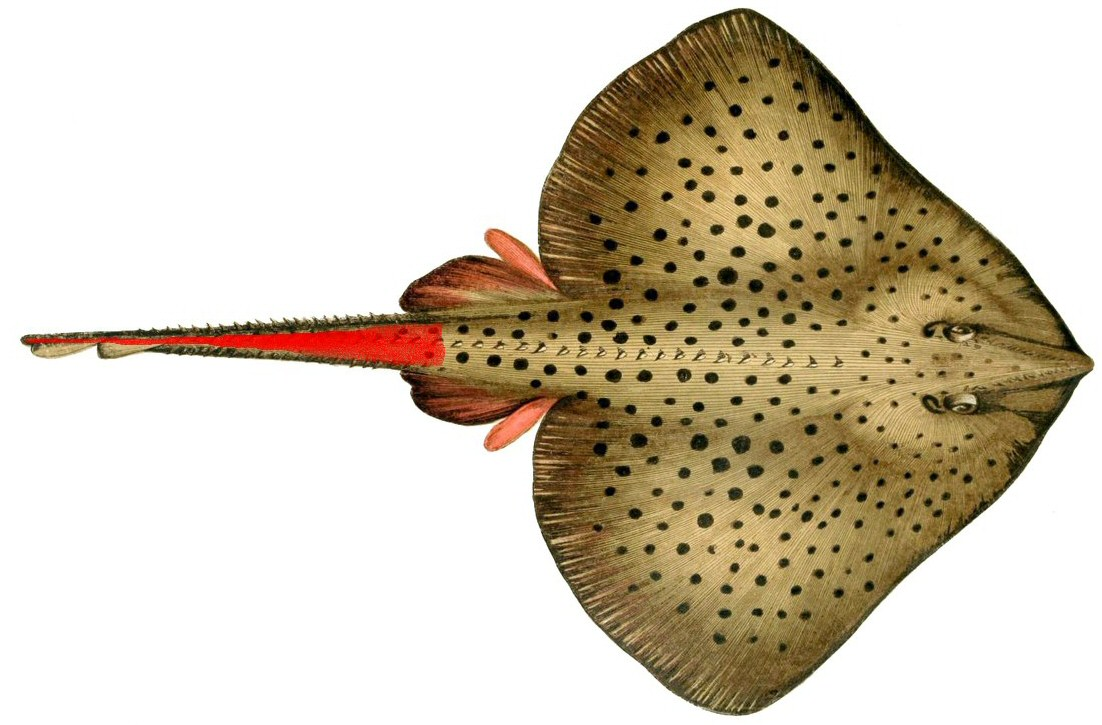
As raias têm um órgão elétrico na cauda. Usam-no para gerar um campo elétrico fraco para localizar as suas presas.

Na maioria dos Rajiformes, a água para respirar é aspirada pelos espiráculos, e não pela boca, e sai pelas fendas branquiais. A maioria das espécies nada ondulando suas barbatanas peitorais alargadas, mas as raias-viola impulsionam-se na água com movimentos laterais da cauda e da barbatana caudal. A maioria das espécies são carnívoras, alimentando-se de moluscos e outros invertebrados do fundo do mar, e pequenos peixes, mas as mantas alimentam-se de plâncton filtrado da água enquanto nadam com a boca bem aberta. Algumas espécies são vivíparas, outras ovovivíparas, e outras põem ovos coriáceos com longos filamentos nos cantos, conhecidos como bolsas de sereia. A maioria das espécies são bentónicas, repousando no fundo arenoso ou vasoso, por vezes ondulando as barbatanas peitorais para agitar o sedimento e enterrar-se superficialmente. Outras, como as mantas, são pelágicas e navegam continuamente no oceano.